# 25: The Greatest Hits
Albums de Simply Red
Stay
(2007)
25: The Greatest Hits est un double album compilation du groupe britannique Simply Red, sorti le 17 novembre 2008. Une édition 2 CD + DVD a également été commercialisée. L'album contient le titre inédit Go Now.

## CD 1
1. Sunrise
2. Stars
3. A New Flame
4. Holding Back The Years
5. It's Only Love
6. The Right Thing
7. Your Mirror
8. For Your Babies
9. The Air That I Breathe
10. Night Nurse
11. Ain't That A Lot Of Love
12. Fake
13. Ev’ry Time We Say Goodbye

## CD 2
1. You’ve Got It
2. Say You Love Me
3. So Not Over You
4. Angel
5. Never Never Love
6. Home
7. You Make Me Feel Brand New
8. Something Got Me Started
9. Money’s Too Tight To Mention
10. Fairground
11. If You Don’t Know Me By Now
12. Go Now

## Édition DVD
1. Money’s Too Tight (To Mention) (Promo Video)
2. Holding Back The Years (Promo Video)
3. The Right Thing (Promo Video)
4. Infidelity (Promo Video)
5. Ev’ry Time We Say Goodbye (Promo Video)
6. It’s Only Love (Promo Video)
7. A New Flame (Promo Video)
8. If You Don’t Know Me By Now (Promo Video)
9. You’ve Got It (Promo Video)
10. Stars (Promo Video)
11. Something Got Me Started (Promo Video)
12. Your Mirror (Promo Video)
13. For Your Babies (Promo Video)
14. Fairground (Promo Video)
15. Never Never Love (Promo Video)
16. Angel (Promo Video)
17. Night Nurse (Promo Video)
18. Say You Love Me (Promo Video)
19. The Air That I Breathe (Promo Video)
20. Ain’t That A Lot Of Love (Promo Video)
21. Sunrise (Promo Video)
22. Fake (Promo Video)
23. Brand New (Promo Video)
24. Home (Promo Video)
25. So Not Over You (Promo Video)